# Jess Wade
Jessica Alice Feinmann Wade (Londres, octubre de 1988) es una física británica, del Laboratorio Blackett del Imperial College London, especializada en espectroscopia Raman. Conocida principalmente por su trabajo de investigación sobre diodos orgánicos de emisión de luz u OLED basados en polímeros. También es una embajadora clave de CTIM. Su labor de participación pública en ciencia, tecnología, ingeniería y matemáticas (CTIM) aboga por las mujeres en la física, además de abordar prejuicios sistémicos como los prejuicios raciales y de género en Wikipedia. En 2017, Wade ganó el Premio IOM3 Robin Perrin para Ciencias Materiales. Es una Investigadora de Carrera Temprana basada en el Imperial College London.

## Educación
Wade fue al Instituto Sur Hampsted (South Hampsted High School), y se graduó en 2007. Después de graduarse en el Instituto, Wade emprendió un Curso de Fundación en Arte y Diseño en la Universidad de Chelsea de Arte y Diseño (Chelsea College of Art and Design). Entonces ella se cambió al Imperial College London y completó un MSci en Física en 2012. En la misma institución, completó un PhD en física en 2016. Su tesis se tituló "Controlando y probando Semiconductores Orgánicos y Dispositivos" (en inglés: Nanometrology for controlling and probing organic semiconductors and devices), y estuvo supervisada por la Profesora Kim Ji-Seon, dentro del Centro para Electrónica Plástica.

## Investigación y carrera
La Doctora Wade es actualmente una Asociada en Investigación sobre electrónica plástica en el Grupo de Física Estatal Experimental Imperial College London, el cual está centrado en desarrollar y caracterizar ligeros polímeros de películas delgadas emisores.

## Compromiso público
Wade ha hecho muchas contribuciones significativas en cuanto compromiso público y social, especialmente en iniciativas sobre el crecimiento de inclusión y diversidad, y en particular sobre igualdad de género en STEM. Wade representó al Reino Unido en el Ministerio de Asuntos Exteriores de EE.UU en la conferencia ‘Hidden No More', ("Jamás ocultas de nuevo"), y consiguió una posición en la lista de las mujeres jóvenes sabias  (WISE Young Women’s Board). También consiguió una posición en el consejo de WES, trabajando con profesores/as de toda Inglaterra a través de el proyecto  'Stimulating Physics Network'  (Red para Estimular la Física) que incluye charlas claves en ferias de educación y en conferencias de profesores. También representa al IOP en el NZ conferencia de IP, informando sobre el 'Proyecto para Mejorar la Igualdad de Género', y ha encabezado una campaña de Wikipedia para promover mujeres y carrera tempranas, ejemplos a seguir en STEM (Science, Technology, Engineering, Mathematics), en español CTIM (Ciencia, Tecnología, Ingeniería, Matemáticas)
Wade coordinó un equipo de 55 personas de Reino Unido en la 6ª Conferencia Internacional de Física de Mujeres, tras esta conferencia obtuvo una invitación para hablar sobre el  trabajo de igualdad de género en el Instituto de Físicas (IOP) de Alemania. Wade también dedica una bastante tiempo apoyando con compromiso al alumnado escolar, a través de festivales y actividades escolares, y la organización de una serie de acontecimientos en el Imperial College London para chicas. El Imperial College ha financiado exitosamente a Wade a través de subvenciones de compromiso público del RAEng, RSC, y la Sociedad Bioquímica.
Wade es miembro del IOP Comité de Londres del sureste, el IOP Mujeres en Comité de Físicas y trabaja en el Departamento de Físicas del Imperial College London en Transparencia y Comité de Oportunidades.

## Premios
A Jess Wade le otorgaron la Medalla Julia Higgins del Imperial College en 2017. Wade también recibió el "Premio Robert Perrin de Ciencia de los Materiales" del Instituto de Materiales, Minerales y Mineros, también obtuvo el IOP Bell-Burnell Premio para Mujeres en Físicas 2016, además del Premio IOP Comunicador de Física de Carrera Temprana 2015, y de la Unión Universitaria Imperial College el premio 'Contribución a Vida Universitaria' 2015. En 2015, Wade también fue la ganadora de ' Soy un Científico Sácame de Aquí'.